# Nestlé Waters
Nestlé Waters H.Q. er en schweizisk multinational producent af mineralvand og drikkevand på flaske. Virksomheden blev etableret i 1992 som en division i Nestlé.
Nestlé Waters har ca. 31.740 ansatte og har flere mærker som: Acqua Panna, San Pellegrino, Perrier, Vittel, Al Manhal og Buxton.
I 1843 producerede Henri Nestlé sin første limonade og mineralvandsfabrik. I 1992 overtog Nestlé franske Source Perrier S.A., hvilket lagde grunden til det nuværende selskab.